# Festival di Sanremo 1980
Il trentesimo Festival di Sanremo si svolse al teatro Ariston di Sanremo dal 7 al 9 febbraio 1980 con la conduzione di Claudio Cecchetto, affiancato da Roberto Benigni ed Olimpia Carlisi. Organizzazione e direzione artistica, vennero ancora affidate, come nel 1979, a Gianni Ravera e alla sua Publispei.
L'edizione del 1980 segnò un primo ritorno della Rai ad investire, sebbene ancora parzialmente, nella kermesse sanremese, dopo anni di "disimpegno" della TV di Stato verso la manifestazione canora. Peppino di Capri dopo due vittorie sanremese nel 1973 e 1976 tornò con il pezzo Tu cioè , singolo del suo album Con in testa strane idee.
A parte questo, però, il Festival non presentò tuttavia grandi novità, se non il ritorno di Gianni Morandi dopo un periodo di relativa oscurità in cui l'artista bolognese aveva studiato contrabbasso e composizione; le composizioni in gara venivano considerate talmente banali e prevedibili che tra gli addetti ai lavori era stato possibile prevedere con ragionevole certezza i possibili vincitori, a seconda che avesse prevalso una visione più tradizionalista e melodica (Toto Cutugno e Bobby Solo) oppure più in linea con i gusti dei giovani del decennio che stava iniziando (lo stesso Morandi, che si presentava in gara con un brano scritto da Francesco De Gregori e Ron, e Leano Morelli, giovane cantautore in gara con una canzone da lui stesso composta).
In effetti fu Toto Cutugno a vincere con Solo noi, inaugurando una serie di piazzamenti che non lo videro mai più vittorioso, ma altre sei volte secondo, di cui quattro consecutive (che gli fecero guadagnare l'appellativo di eterno secondo) e una volta terzo.
Si misero in luce tra i debuttanti i milanesi Decibel, gruppo punk capitanato dal ventiduenne Enrico Ruggeri, destinato a segnare per i successivi decenni la storia della musica italiana, con Contessa, dedicata, secondo alcuni, a Renato Zero, con il quale il gruppo avrebbe avuto una querelle legata a motivi editoriali. Gli stessi Decibel furono tra l'altro uno dei pochi gruppi a suonare dal vivo perché, ancorché senza playback, quasi tutti gli artisti si esibirono su basi pre-registrate avendo l'organizzazione rinunciato all'orchestra.
La Rai trasmise in TV l'ultima serata del Festival, mentre delle prime due venne mandata in onda una sintesi, in diretta, della durata di 25 minuti e limitata alle canzoni qualificate. Quella del giovedì andò in onda alle ore 22, quella del venerdì alle 23. Tutte e tre le serate furono trasmesse integralmente dalla radio.
L'elemento che diede visibilità mediatica al Festival e solleticò la pruderie della sua audience fu, tuttavia, la performance di Roberto Benigni, che dapprima, su un dialogo sul sesso, apostrofò l'allora papa regnante Giovanni Paolo II con l'appellativo di «Woitilaccione» e il presidente del Consiglio dei ministri, Francesco Cossiga, con il termine "Cossigaccio". Successivamente si esibì in un bacio sul palco con l'altra co-conduttrice Olimpia Carlisi (all'epoca sua compagna) della durata di 30 secondi.
 Problemi con la censura li ebbe Francesco Magni per la sua Voglio l'erba voglio: l'organizzazione chiese al cantante di modificare un verso "chi si tira una pera solamente il dì di festa" che faceva riferimento alla droga che divenne "chi fa il gallo solamente il dì di festa". La versione originale è ascoltabile nella registrazione da studio.
Buoni i riscontri di vendita per i primi tre classificati e per Bobby Solo, ben piazzati nella Hit Parade. Spiccò la presenza di una cantante britannica in gara, Sally Oldfield, sorella maggiore del polistrumentista Mike, che cantò in inglese una canzone composta da Alberto Salerno e Maurizio Fabrizio, I Sing for You.

## Partecipanti

I debuttanti Decibel, rivelazione dell'edizione con Contessa

| Interprete              | Ultime partecipazioni al Festival                |
| ----------------------- | ------------------------------------------------ |
| Alberto Beltrami        | Esordiente                                       |
| Alberto Cheli           | 1978 (come membro dei Schola Cantorum)           |
| Aldo Donati             | 1978 (come membro dei Schola Cantorum)           |
| Armonium                | 1976                                             |
| Bobby Solo              | 1972                                             |
| Bruno D'Andrea          | Esordiente                                       |
| Coscarella e Polimeno   | Esordienti                                       |
| Decibel                 | Esordienti                                       |
| Enzo Malepasso          | Esordiente                                       |
| Francesco Magni         | Esordiente                                       |
| Gianfranco De Angelis   | Esordiente                                       |
| Gianni Morandi          | 1972                                             |
| Giorgio Zito e i Diesel | Esordienti                                       |
| Henry Freis             | Esordiente                                       |
| La Bottega dell'Arte    | Esordienti                                       |
| Latte e Miele           | Esordienti                                       |
| Leano Morelli           | 1977                                             |
| Leroy Gomez             | Esordiente                                       |
| Linda Lee               | 1978 (come membro dei Daniel Sentacruz Ensemble) |
| Luca Cola               | Esordiente                                       |
| Mela Lo Cicero          | Esordiente                                       |
| Omelet                  | Esordienti                                       |
| Orlando Johnson         | Esordiente                                       |
| Paolo Riviera           | Esordiente                                       |
| Peppino di Capri        | 1976                                             |
| Pupo                    | Esordiente                                       |
| Rimmel                  | Esordienti                                       |
| Sally Oldfield          | Esordiente                                       |
| Stefano Rosso           | Esordiente                                       |
| Toto Cutugno            | 1977 (come membro degli Albatros)                |

## Classifica, canzoni e cantanti
| Posizione | Interprete              | Canzone                                  | Autori                                      | Voti ricevuti |
| --------- | ----------------------- | ---------------------------------------- | ------------------------------------------- | ------------- |
| 1º        | Toto Cutugno            | Solo noi                                 | S. Cutugno                                  | 750           |
| 2º        | Enzo Malepasso          | Ti voglio bene                           | Depsa e E. Malepasso                        | 650           |
| 3º        | Pupo                    | Su di noi                                | P. Barabani, D. Milani e E. Ghinazzi        | 500           |
| F         | Gianni Morandi          | Mariù                                    | R. Cellamare e F. De Gregori                |               |
| F         | La Bottega dell'Arte    | Più di una canzone                       | P. Calabrese e R. Musumarra                 |               |
| F         | Sally Oldfield          | I Sing for You                           | A. Salerno e M. Fabrizio                    |               |
| F         | Stefano Rosso           | L'italiano                               | S. Rosso                                    |               |
| F         | Leroy Gomez             | Tu mi manchi dentro                      | C. Minellono e R. Brioschi                  |               |
| F         | Paolo Riviera           | Cavallo bianco                           | V. Magelli e R. Aglietti                    |               |
| F         | Bobby Solo              | Gelosia                                  | D. Ciotti e R. Satti                        |               |
| F         | Decibel                 | Contessa                                 | F. Muzio e E. Ruggeri                       |               |
| F         | Francesco Magni         | Voglio l'erba voglio                     | F. Magni                                    |               |
| F         | Aldo Donati             | Canterò canterò canterò                  | A. Donati                                   |               |
| F         | Giorgio Zito e i Diesel | Ma vai, vai!                             | G. Bennato                                  |               |
| F         | Linda Lee               | Va' pensiero                             | P. Caruso                                   |               |
| F         | Bruno D'Andrea          | Mara                                     | L. Albertelli e B. Tavernese                |               |
| F         | Leano Morelli           | Musica regina                            | L. Morelli                                  |               |
| F         | Orlando Johnson         | Il sole canta                            | G. Ullu                                     |               |
| F         | Alberto Cheli           | Passerà                                  | A. Coggio e M. Luberti                      |               |
| F         | Peppino di Capri        | Tu cioè...                               | Depsa e G. Faiella                          |               |
| NF        | Omelet                  | Amor mio... sono me!                     | P. Scarpettini e A. Piccareta               |               |
| NF        | Rimmel                  | Angelo di seta                           | G. Dell'Orso, R. Guide e C. Colitti         |               |
| NF        | Henry Freis             | Dal metrò a New York                     | S. Giacobbe                                 |               |
| NF        | Mela Lo Cicero          | Dammi le mani                            | F. Chiaravalle                              |               |
| NF        | Gianfranco De Angelis   | E pensare che una volta... non era così! | S. Spassiano e P. Cassella                  |               |
| NF        | Alberto Beltrami        | Non ti drogare                           | A. Beltrami                                 |               |
| NF        | Latte e Miele           | Ritagli di luce                          | L. Poltini e L. Albertelli                  |               |
| NF        | Armonium                | Ti desidero                              | C. Scotti Galletta, P. Barabani e F. Zulian |               |
| NF        | Luca Cola               | Tu che fai la moglie                     | L. Cola, E. Intra e Rigaldi                 |               |
| NF        | Coscarella e Polimeno   | Tu sei la mia musica                     | A. Coscarella, D. Polimeno e A. Cogliati    |               |

Note: viene premiata solo la canzone classificata al primo posto. Le restanti canzoni finaliste sono dichiarate seconde a pari merito. La seconda e terza posizione sono rese note l'indomani dal rotocalco "Sorrisi e Canzoni TV", esse sono considerate praticamente ufficiali. Le ulteriori posizioni, invece, circolano grazie a fonti alternative e non accreditate dall'organizzazione ufficiale del XXX Festival di Sanremo. Alle prime tre posizioni seguono, in ordine, i seguenti artisti: 4. Gianni Morandi, 5. La Bottega dell'Arte, 6. Sally Oldfield, 7. Stefano Rosso, 8. Leroy Gomez, 9. Paolo Riviera, 10. Bobby Solo, 11. Decibel, 12. Francesco Magni, 13. Aldo Donati, 14. Giorgio Zito e Diesel, 15. Linda Lee, 16. Bruno D'Andrea, 17. Leano Morelli, 18. Orlando Johnson, 19. Alberto Cheli, 20. Peppino di Capri

## Regolamento
Una interpretazione per brano: 20 brani qualificati per la finale.
Ammessi alla manifestazione 30 brani.
Due le categorie previste: categoria A (composta da 20 artisti, di cui solo 10 ammessi in finale attraverso un meccanismo di votazione nelle prime due serate) categoria B (composta da 10 artisti con accesso garantito alla finale).
Del gruppo B, con accesso di diritto in finale, fanno parte: Gianni Morandi, Stefano Rosso, La Bottega dell'Arte, Toto Cutugno, Sally Oldfield, Bobby Solo, Leano Morelli, Pupo, Peppino di Capri, Leroy Gomez.

## Orchestra
Per la prima volta l'orchestra è assente. Eventuali band (come i Decibel) o artisti con strumenti o accompagnati da musicisti, si sono esibiti con le sole voci dal vivo e gli strumenti in playback. Questo per tutte le edizioni successive fino al ritorno dell'orchestra nel 1990.

## Ospiti
Questi gli ospiti che si sono esibiti nel corso delle tre serate di questa edizione del Festival di Sanremo:
- Dionne Warwick - I'll Never Love This Way Again
- Suzi Quatro - Stumblin' In
- Sheila & B. Devotion - Spacer
- Sylvester - Can't Stop Dancing
- Billy Preston & Syreeta - With You I'm Born Again
- Status Quo - Whatever You Want
- Pippo Franco - La Puntura
- David Zed - R.O.B.O.T
- Roberto Benigni - Al Panteon
- Giulio Cappelli (compaesano di Roberto Benigni)

## Piazzamenti in classifica dei singoli[6]
| Artista          | Singolo        | Italia (Massima posizione raggiunta) | Italia (Posizione annuale) |
| ---------------- | -------------- | ------------------------------------ | -------------------------- |
| Toto Cutugno     | Solo noi       | 2                                    | 18                         |
| Pupo             | Su di noi      | 3                                    | 19                         |
| Bobby Solo       | Gelosia        | 9                                    | 43                         |
| Decibel          | Contessa       | 11                                   | 56                         |
| Enzo Malepasso   | Ti voglio bene | 19                                   | 72                         |
| Peppino di Capri | Tu cioè...     | 31                                   | 98                         |

- N.B.: Per visualizzare la tabella ordinata secondo la posizione in classifica, cliccare sul simbolo accanto a "Massima posizione raggiunta" o a "Posizione annuale".

## Esclusi
Come ogni anno non esiste un elenco ufficiale dei cantanti esclusi. Dalle notizie riportate dalla stampa, risulta che le canzoni pervenute sarebbero state 151, di cui 120 presentate da cantanti poco noti o sconosciuti e 31 da big. I 120 brani dei cantanti poco conosciuti, dopo una preselezione che li porta a 60 brani, partecipano dal 15 al 17 gennaio alla manifestazione "Ribalta per il festival" da cui escono i venti partecipanti. I restanti dieci posti sono scelti tra i 31 big. Ecco alcuni nomi di altri artisti candidati alle selezioni: Mino Reitano, Robert E. Lee, Angeleri, Juli & Julie, I Romans, Asha Puthli, Lara Saint Paul, Bebeto, Tamoko Kuwae, Epoca, Italo Ianne, Skiantos.